# Sale da cucina

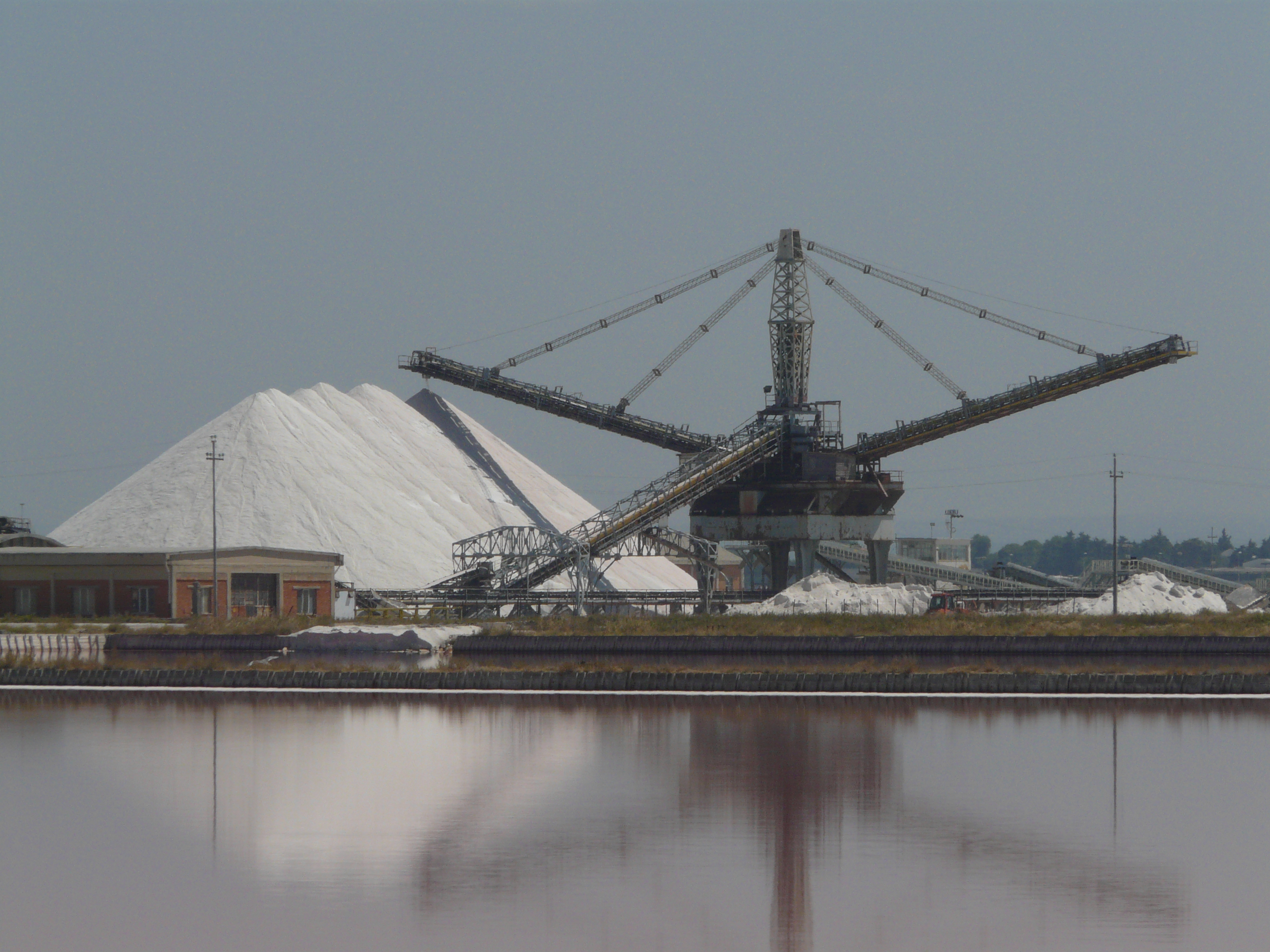
Sale pronto per la raccolta, nelle saline di Margherita di Savoia

Il sale da cucina è un ingrediente di cucina, costituito quasi completamente da cloruro di sodio (ovvero il sale sodico dell'acido cloridrico). A temperatura ambiente si presenta come un solido cristallino incolore e con un odore poco accentuato e un sapore caratteristico.
In Italia, si trova principalmente in commercio distinto in "sale grosso" e "sale fino" a seconda della dimensione dei cristalli, e a seconda del tipo di produzione in "sale marino" da salina e "salgemma" da miniera. In altri paesi, il sale è quasi sempre commercializzato in polvere più o meno fine.

## Storia
Il sale alimentare rappresenta una materia prima fondamentale per l'alimentazione, rivestendo una notevole importanza economica già agli albori dell'umanità, tanto da essere usato come moneta di scambio in alcune epoche.
In Italia fino al 1974  il sale era un monopolio di stato e poteva essere acquistato al pari del tabacco, presso le tabaccherie.

## Produzione
Il cloruro di sodio si trova abbondantemente in natura e la maggior parte è presente nell'acqua marina, mentre una frazione molto minore si trova come minerale allo stato solido in giacimenti di terraferma (in questo caso prende il nome di "salgemma"). I processi di produzione variano enormemente a seconda della forma in cui il cloruro di sodio è disponibile.
Per antonomasia il cloruro di sodio è detto semplicemente sale.
| I maggiori produttori di sale da cucina nel 2019 | I maggiori produttori di sale da cucina nel 2019 |
| Paese                                            | Produzione (milioni di tonnellate)               |
| ------------------------------------------------ | ------------------------------------------------ |
| Cina                                             | 59,0                                             |
| Stati Uniti                                      | 42,0                                             |
| India                                            | 29,0                                             |
| Germania                                         | 14,3                                             |
| Australia                                        | 13,0                                             |
| Canada                                           | 11,0                                             |
| Cile                                             | 10,0                                             |
| Messico                                          | 9,0                                              |
| Brasile                                          | 7,4                                              |
| Russia                                           | 6,7                                              |
| Turchia                                          | 6,5                                              |
| Paesi Bassi                                      | 5,9                                              |
| Francia                                          | 5,6                                              |
| Polonia                                          | 4,4                                              |
| Italia                                           | 4,2                                              |
| Spagna                                           | 4,2                                              |
| Regno Unito                                      | 4,1                                              |

### Sale marino: evaporazione solare

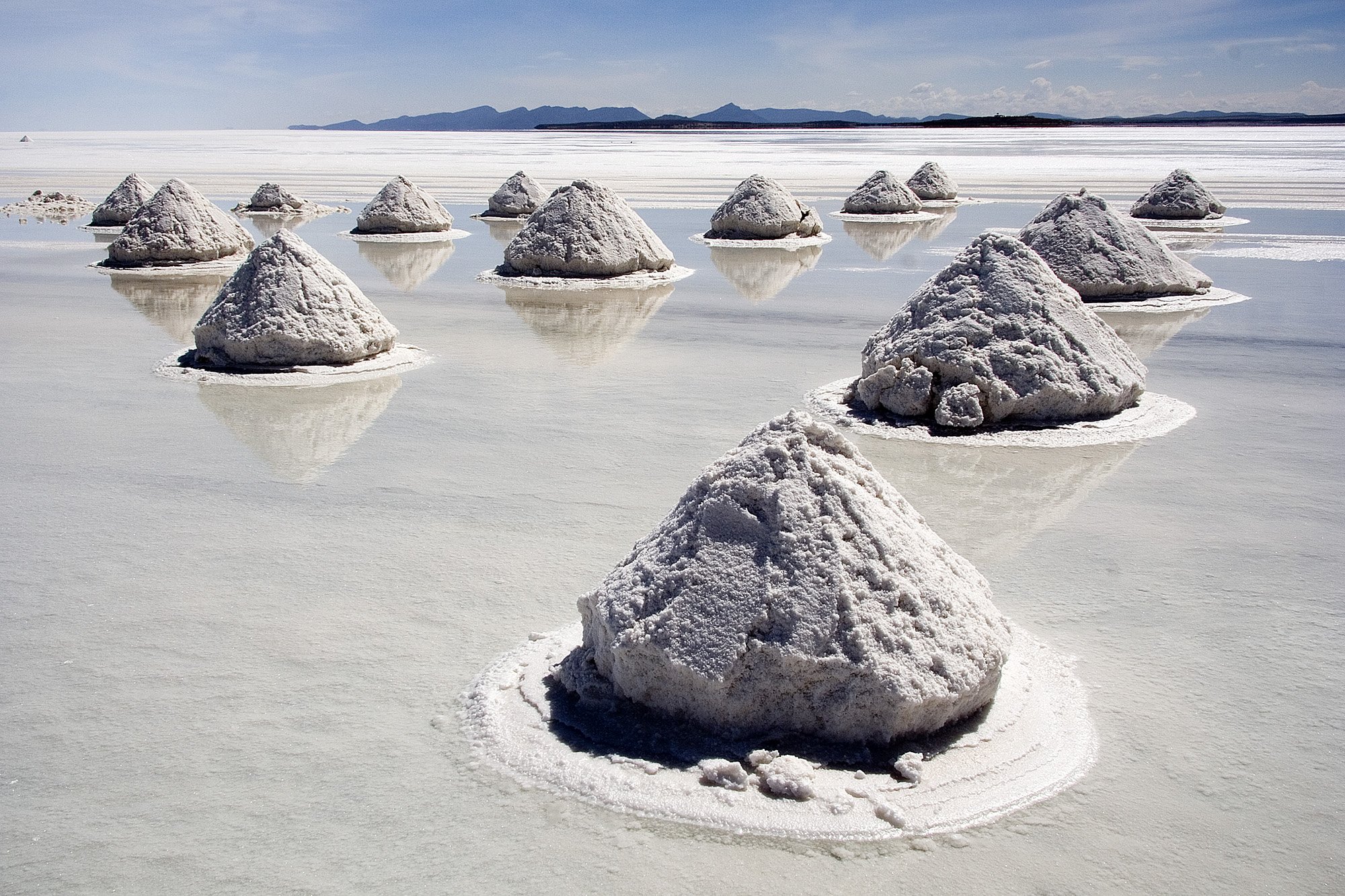
Salina boliviana

È la forma più antica di estrazione del sale marino, fatta in impianti detti saline. Viene fatta solitamente a partire dall'acqua di mare, indirizzata in vasche impermeabilizzate di grande estensione e bassa profondità, dove staziona per un tempo variabile a seconda delle caratteristiche costruttive e del clima e, per effetto dell'irraggiamento solare, si concentra in una salamoia sempre più densa. Poiché, durante la concentrazione si verifica la precipitazione di sali di solito dal sapore amaro e sgradevole diversi dal cloruro di sodio , la salamoia stessa viene trasferita, col crescere della concentrazione, a vasche diverse. Le prime vasche, in cui non si ha precipitazione, sono dette evaporanti; quelle in cui precipitano i sali di calcio (se esistono), sono dette decalcificanti. Raggiunta la concentrazione di circa 300 g/l di sale, la salamoia viene passata nelle vasche cristallizzanti, in cui si ha precipitazione vera e propria del cloruro di sodio.
Il cloruro di sodio solido depositatosi sul fondo delle vasche cristallizzanti viene quindi raccolto con macchine dette coltivatori e inviato alla fase successiva di raffinazione.

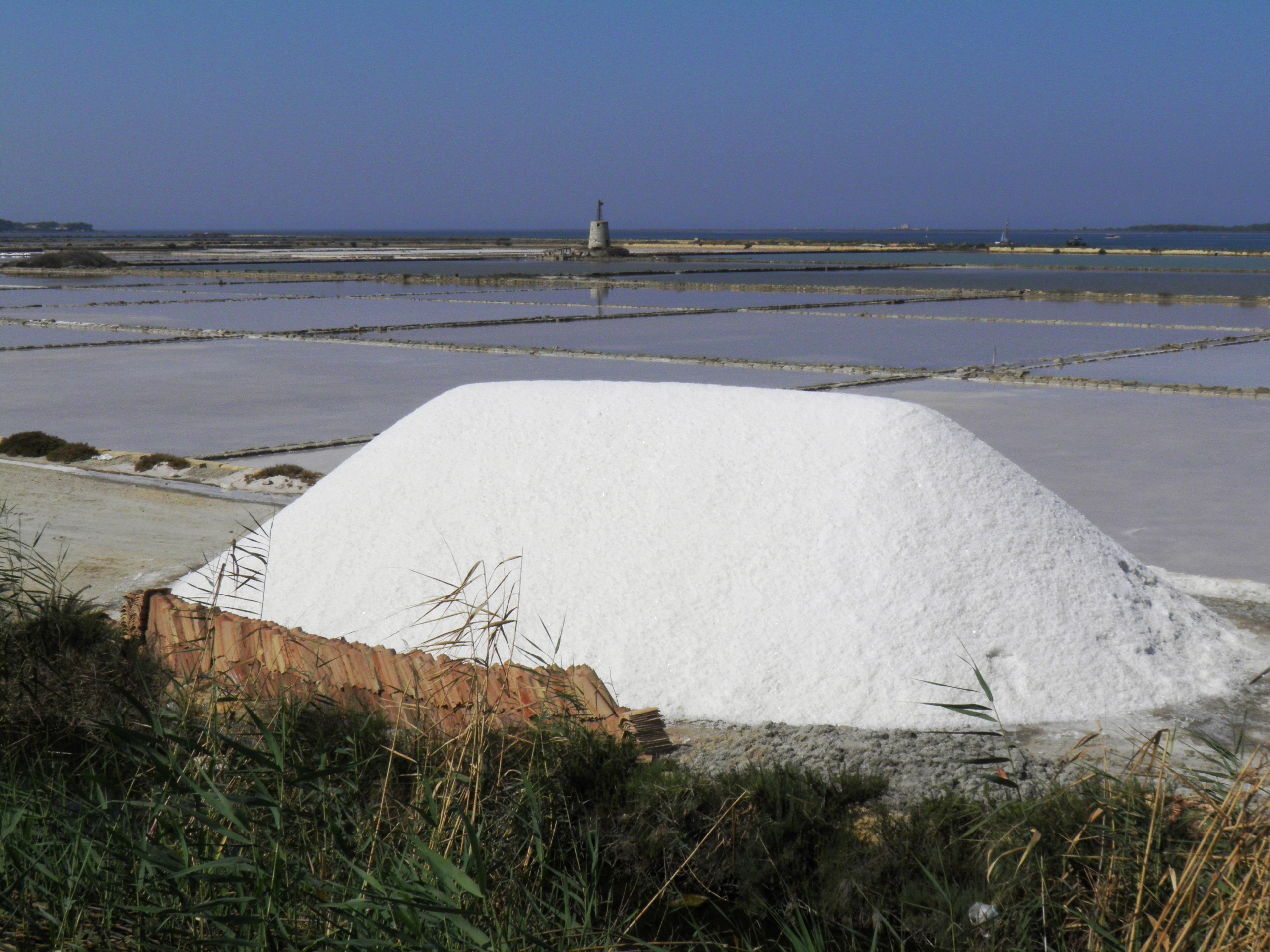
Le saline di Marsala

Scopo della raffinazione è l'eliminazione dei sali diversi dal cloruro di sodio. Tale eliminazione si ottiene mediante lavaggio e ottenendo un prodotto con una concentrazione di cloruro di sodio di circa il 99,5%, che viene essiccato e commercializzato come sale marino.

#### In Italia
In Italia, le principali saline si trovano a Margherita di Savoia, in Puglia; a Cervia in Romagna; nei pressi di Cagliari, in Sardegna e a Marsala e Trapani, in Sicilia, dove il sale marino è inserito tra i Prodotti agroalimentari tradizionali siciliani riconosciuti dal Ministero delle politiche agricole alimentari e forestali.

#### Evaporazione indotta
Differisce dall'evaporazione solare in quanto la sorgente di energia non è più il sole, ma il vapore d'acqua o l'energia elettrica. Dato che il costo energetico è proporzionale alla quantità d'acqua da evaporare, viene impiegata esclusivamente su salamoie sature o quasi sature.
La salamoia trattata viene quindi concentrata in evaporatori-cristallizzatori e se ne produce un sale di altissima purezza e di granulometria molto uniforme. La purezza raggiunge il 99,9% se il sale è di uso alimentare, e supera il 99,99% se per uso negli impianti di elettrolisi.

### Salgemma: estrazione da miniera

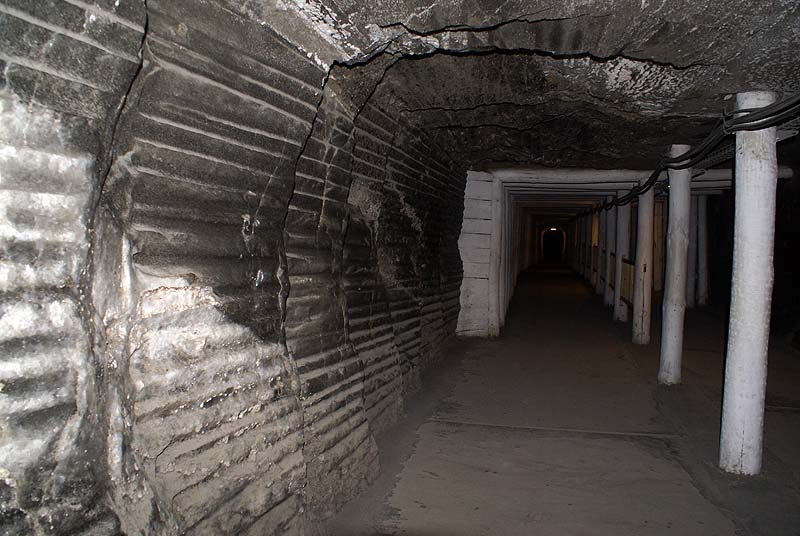
Miniera di sale in Polonia

Se l'evaporazione solare ha il vantaggio di richiedere una ridotta quantità di energia, oltre quella fornita dal sole, ha il grave limite di essere possibile solo dove la differenza tra acqua evaporata e caduta di acqua piovana è positiva: deve evaporare più acqua di quanta ne cada con la pioggia. Ciò è possibile in un clima di tipo mediterraneo, ma assai difficile in climi di tipo monsonico, o in climi freddi. Esistono però dei giacimenti di cloruro di sodio allo stato solido, residui di antichi mari, da cui si può estrarre il cloruro di sodio già in forma solida chiamato salgemma, noto anche come halite.
In questo caso la produzione è fatta mediante apparecchiature meccaniche di scavo, da cui si ottiene un cloruro di sodio in grossi pezzi che in seguito sono macinati per portare i cristalli a dimensioni commerciabili e può raggiungere - se necessario - lo stesso livello i purezza del sale marino ottenuto per evaporazione.
Sul territorio italiano, esistono depositi di salgemma sfruttati dall'azienda Italkali a Raffo (Petralia Soprana), Racalmuto e Realmonte, in Sicilia da cui si ottiene un sale di alta purezza (oltre il 99,8%) senza trattamenti di raffinazione. Esistono poi altri siti in cui il sale è disponibile a profondità più o meno elevate (ad esempio, in Val di Cecina, in Toscana, in Val d'Agri, in Basilicata e in provincia di Crotone, in Calabria). Sul territorio europeo, tra le più antiche miniere ci sono quelle di Salisburgo da cui la stessa città prende il nome (Salzburg, che dal tedesco si traduce come la congiunzione di salz, "sale" e burg, "borgo") come pure il fiume Salzach, in cui navigavano le chiatte dedite al trasporto di sale.

## Ruolo biologico
Il cloruro di sodio è essenziale per la vita sulla Terra. La maggior parte dei tessuti e dei fluidi degli esseri viventi contiene una qualche quantità di sale. Gli ioni sodio sono essenziali per la trasmissione dei segnali sensoriali e motori lungo il sistema nervoso.
Una soluzione acquosa contenente lo 0,9% di cloruro di sodio è detta soluzione fisiologica perché ha la medesima pressione osmotica del plasma sanguigno umano ed è il principale fluido usato in medicina per curare la disidratazione.
Recenti studi raccomandano di non superare i 5 g/die, perché hanno dimostrato che una dose superiore può essere molto nociva, arrivando a causare un aumento del 27% di ictus o malattie a carico del cuore.

## Usi
Il sale è anzitutto un esaltatore di sapidità usato in tutte le tradizioni culinarie conosciute ed è ampiamente sfruttato nell'industria conserviera, sia come ingrediente, sia come mezzo di conservazione dei cibi. Quest'ultima proprietà è dovuta all'effetto disidratante che il sale ha sui materiali con cui viene a contatto, da cui estrae l'acqua per osmosi.
Il sale da cucina addizionato di elementi particolari può essere prescritto per curare o prevenire alcune malattie (ad esempio il sale iodato per il gozzo o addizionato di cloruro di potassio per l'ipertensione).

## Tipi di sale
Esistono diversi tipi di sale in commercio. Sebbene siano tutti composti quasi esclusivamente da cloruro di sodio, spesso contengono inclusioni che ne cambiano l'aspetto. Erroneamente vengono spesso consigliati in quanto iposodici, ma il contenuto di sodio è identico a parità di capacità salante. Non vanno quindi confusi con i veri sali iposodici, dove una parte significativa di cloruro di sodio (anche fino al 25% senza alterare significativamente il sapore) è sostituita da altri sali, generalmente cloruro di potassio.
Il sale è indicato nelle diete poiché ricco di magnesio e potassio ma, ad eccezione del sale iodato, nessun sale alimentare è più salutare degli altri. I sali colorati o antichi non danno benefici medici particolari, non migliorano la qualità dell'aria circostante ed il loro aspetto è dovuto unicamente alle impurità presenti.
Le diverse sensazioni gustative vanno ricondotte alla diversa forma dei cristalli, che influenzano il rapporto area/superficie variando la sapidità percepita o alle proprietà degli altri composti, presenti o addizionati.

### Sali marini

#### Sale grosso
Il sale grosso, comunemente detto sale da cucina, si presenta sotto forma di cristalli grossolani.

#### Sale integrale
Si tratta di un sale marino, che però non è stato sottoposto a completa raffinazione: ha un bianco più spento e trasparente di quello raffinato. È maggiormente dotato naturalmente di iodio, rispetto al sale marino raffinato.
Sebbene venga erroneamente considerato povero di sodio, non differisce significativamente in questo da quello comunemente usato in cucina.. Il termine "integrale" è fondamentalmente errato, dato che tale sale semplicemente prodotto con una minore insistenza delle fasi finali di purificazione rispetto al sale marino comune.

#### Fior di sale

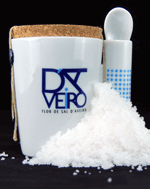
Flor de sal di Aveiro

Il fiore di sale è un tipo di sale grezzo, che differisce da zona a zona e si raccoglie generalmente in superficie, a seguito di cristallizzazione indisturbata su uno strato sottile. Si trova in commercio con l'indicazione dei luoghi di produzione. Tra gli altri il flor de sal de Aveiro, raccolto nelle saline a Aveiro, nel centro del Portogallo, quello di Tavira, nell'Algarve, riconosciuto anche come prodotto con denominazione di origine protetta (DOP) portoghese, il fior di sale delle saline di Trapani o la fleur de sel de la Camargue.

#### Sale nero di Cipro

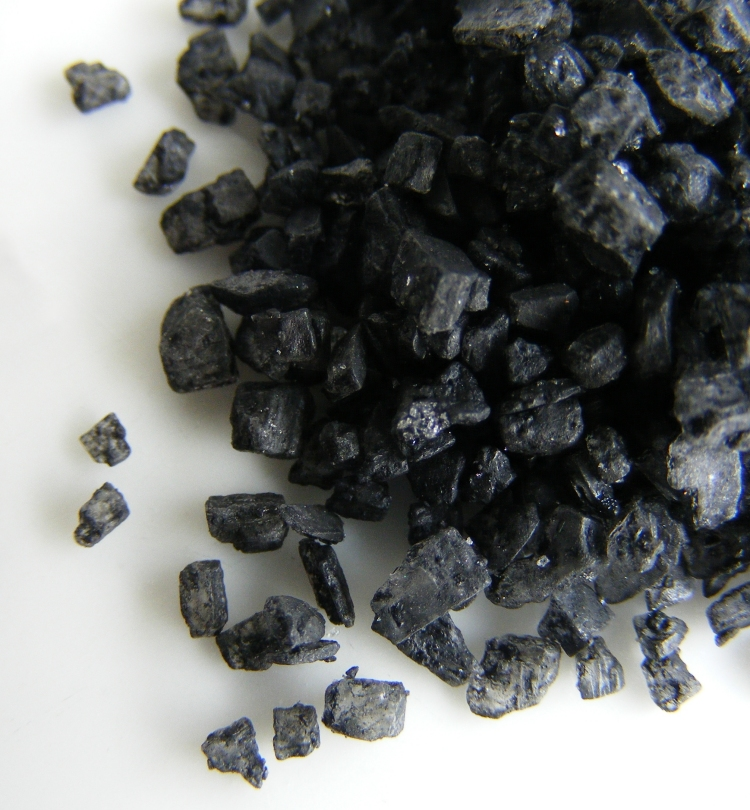
Sale nero di Cipro

Estratto dalle acque dei laghi costieri della zona di Larnaca, a Cipro, il sale viene arricchito con carbone ottenuto dalla combustione delle cortecce di legno dolce (betulla, salice tiglio) che gli conferiscono il tipico colore nero. Il sale nero di Cipro viene indicato come accompagnamento per pesci, uova fritte e patate dolci.

#### Sale marino di Trapani
Il sale marino di Trapani delle omonime saline, prodotto con il tradizionale procedimento artigianale, ha ottenuto il riconoscimento IGP da parte dell'UE, ed è presidio Slow Food.

#### Sale grigio di Bretagna
Detto anche sale celtico Indicato per verdure bollite, il sale viene estratto nel sud della Bretagna, verso la costa atlantica francese, al largo di costruzioni di argilla. La presenza di argilla colora il sale di grigio.

#### Sale rosso delle Hawaii

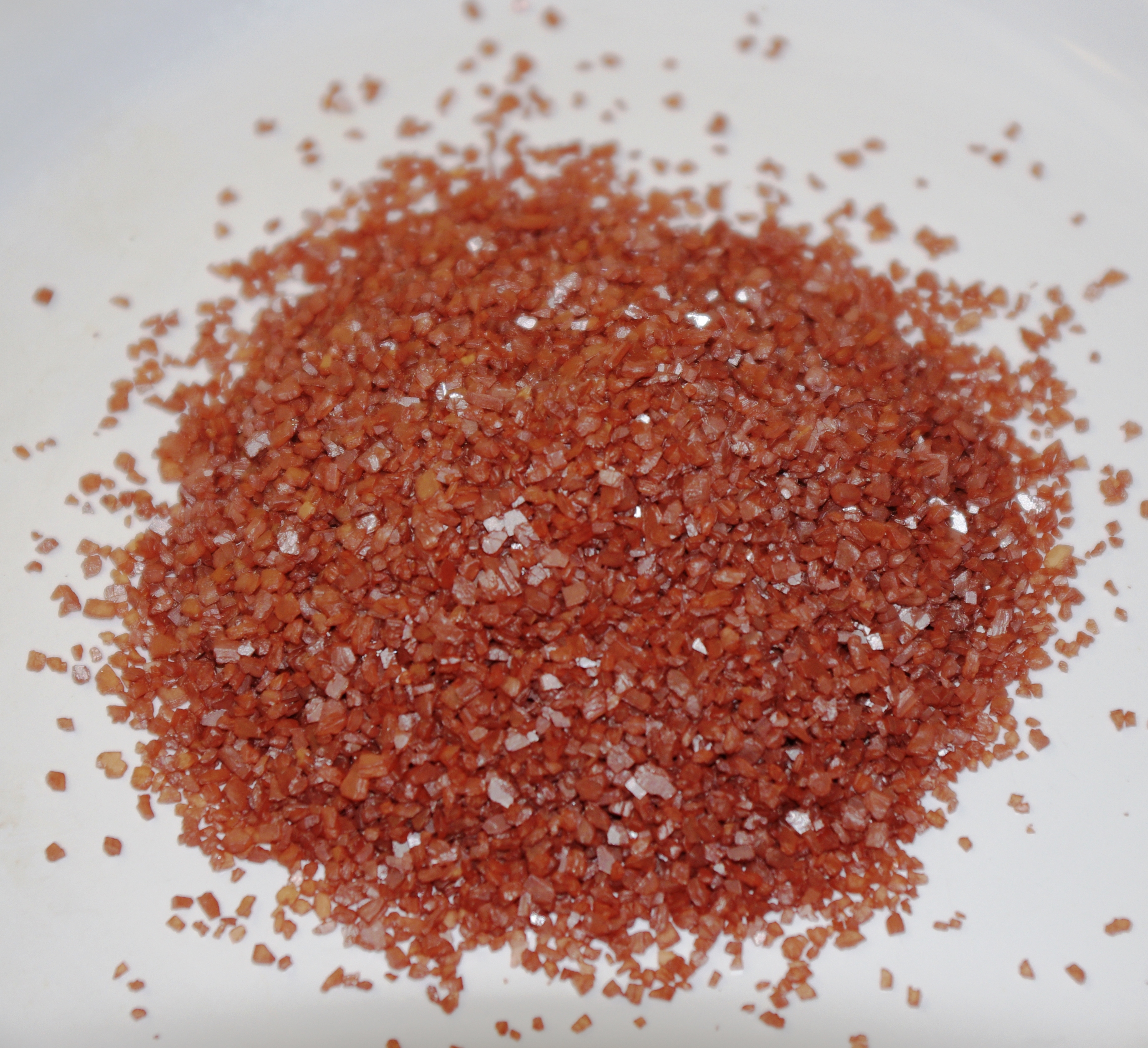
Sale rosso hawaiano in granuli, comunemente chiamato Alea

Durante il processo di evaporazione, un'argilla di origine vulcanica presente nei giacimenti si lega al sale conferendogli il tipico colore rosso di sali minerali contenenti il ferro. Adatto per carne e pesce o per decorare i piatti, utilizzato soprattutto dagli indigeni hawaiani per condire il Poke, Kalua Pig e l'Hawaian Jerky. Anticamente veniva utilizzato dagli sciamani hawaiani per i loro rituali.

#### Sale Maldon
Un sale estratto dalle saline di Maldon, nella contea di Essex, a nord-est di Londra. I suoi cristalli (o meglio fiocchi) bianchi sono tipicamente a forma di piramide cava e consentono ai recettori del gusto, poiché tali cristalli occupano maggiormente la superficie linguale, di rilevarne immediatamente la sapidità. Infine la leggenda vuole che il procedimento di produzione del sale fosse già noto durante la dominazione romana della Gran Bretagna, anche se è dal 1700 che tale produzione ebbe maggior incremento.
Ottimo per focacce, cracker, insalate oppure come decorazione in crostate/torte al cioccolato sfruttando il contrasto dolce-salato.

#### Sale iodato
È un sale qualsiasi al quale viene aggiunto iodio a scopo di integrazione alimentare per prevenire la carenza che può portare a patologie come il gozzo o il cretinismo.
I sistemi di lavorazione rimuovono anche i sali di iodio, che possono essere carenti per alcune popolazioni viventi in luoghi dove tale elemento è scarso, ma sono necessari - in esigue quantità - per il corpo umano ed animale, (soprattutto per il funzionamento della tiroide). Normalmente sono presenti in moltissimi cibi di origine marina . Il sale iodato è additivato appositamente di tale elemento e l'eventuale eccesso di iodio è eliminato dal corpo umano senza problemi, in alcune nazioni l'uso è obbligatorio. Di norma i cibi vegetali coltivati in località marine, soggette a ricaduta dei venti con alto contenuto di particelle sollevate dal mare durante le tempeste, hanno anche notevoli quantità dei suoi sali.

#### Sali affumicati
Ricordiamo il sale affumicato della Danimarca dove il sale viene affumicato secondo un antico metodo di affumicatura (addirittura risalente ai Vichinghi) con legno di ginepro, quercia, ciliegio e faggio e ha un aspetto arancione, e quello affumicato Salish dall'aspetto color sabbia e un forte aroma affumicato. Ottimi per rendere affumicati carne e latticini, come la mozzarella. Una sua variante è il sale danese affumicato aromatizzato con le erbe danesi.
Altro sale affumicato è il sale affumicato piramide di Cipro. Di color ambrato con sfumature dorate, questo sale subisce una lenta affumicatura a freddo, ottenuta bruciando legni di faggio, castagno e di altro tipo particolarmente aromatici. Viene usato particolarmente in piatti a base di uova e in un'alternativa torta delle rose arricchita di erbe aromatiche.

#### Sali aromatizzati
Esistono sul mercato anche sali aromatizzati al limone, all'aceto, ai boccioli di rosa, alla lavanda, ai fiori (un mix di fiori misti come calendula, malva, viola e camomilla vengono trinciati in un pestello insieme al sale), alla senape, al vino rosso, al sedano, alle alghe di Bretagna, al bambù, o persino alla vaniglia o al tè matcha.
Oltre a questi ve ne sono di ben più particolari :
- il sale fuoco Inca, ottenuto aggiungendo al comune sale marino peperoncino, cumino, aglio, cipolla, scorza di lime e Aji amarillo che danno un colore marroncino al sale;
- il sal de Gusano, miscelando il sale marino alla polvere di vermi (solitamente larve chilocuil). Tale preparazione prevede l'essiccamento della larva, dunque la riduzione del composto in polvere che verrà unito al sale. Viene utilizzato nella cucina messicana, in liquori come il mezcal e la tequila.[25]

### Sali da laghi salati

#### Sale arancione Mirroir
Dalla colorazione arancione e dall'alta sapidità, il sale Mirroir viene raccolto dai laghi salati in Bolivia, nelle Ande a 3.700 metri dal livello del mare.

### Salgemma
Questi sono i più utilizzati complessivamente, anche se in cucina cresce l'uso del sale marino, ma esistono anche particolari tipi di sale colorati a seconda degli elementi presenti nel luogo di estrazione del prodotto, molto utilizzati nell'alimentazione.

#### Sale rosa dell'Himalaya

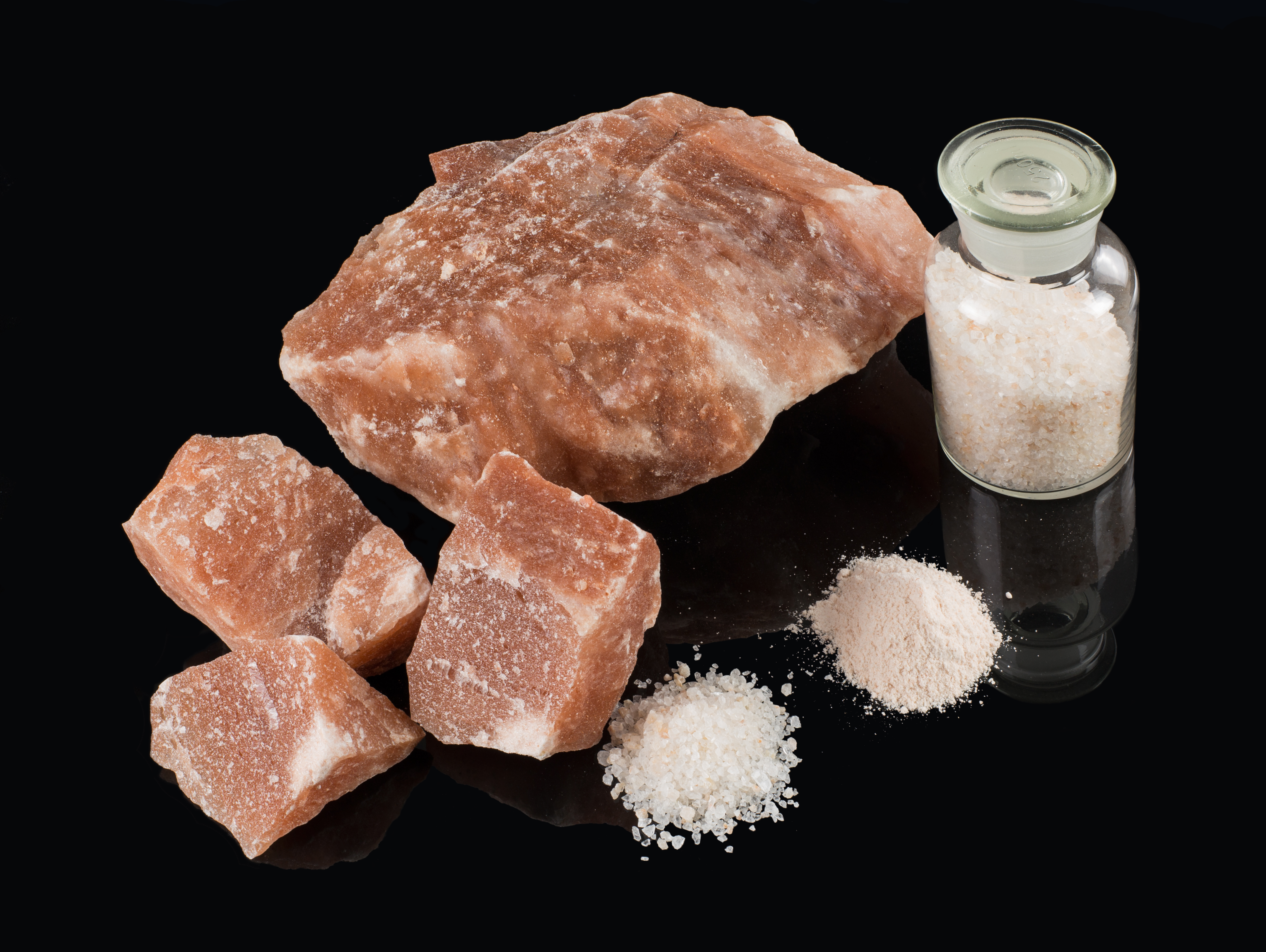
Sale rosa dell'Himalaya proveniente dal Pakistan in blocchi e in granuli.

Sicuramente il più noto dei salgemma e rintracciabile nei nostri mercati, il sale rosa proviene da una formazione cristallina formatasi 250 milioni di anni fa. La presenza in quantità minime di diverse sostanze, soprattutto ossido di ferro, è responsabile della caratteristica colorazione rosa.. A dispetto del nome è raccolto nel Salt Range in Pakistan. La miniera più abbondante del sale rosa è quella di Khewra, nella regione del Punjab.

#### Altri sali rosa
Talvolta viene confuso con altri sali rosa:
- il sale rosa Boliviano estratto nelle Ande;
- il sale dolce dello Utah, dal sapore delicato ed estratto nelle miniere di Salt Lake City.

#### Sale blu di Persia
Il blu di Persia è un salgemma naturale, il cui colore è dovuto alla presenza di magnesio, calcio, potassio e cloro, che proviene dalle millenarie miniere dell'Iran. È molto raro da trovare e la sua particolare colorazione di colore blu di Persia è dovuta alla presenza di silvite, minerale che di solito è giallo-rosa e raramente blu. Ha una decisa sapidità e un retrogusto leggermente speziato. Macinato sul momento lo si utilizza come sale per condimenti o per pizze o semplicemente in granuli per decorare piatti ricercati (specialmente quelli a base di tartufo).

#### Sale viola indiano
Chiamato anche Kala Namak o anche Sanchal, si estrae nell'India Centrale ed è caratterizzato da una consistenza soffice, da un gusto sulfureo e da una colorazione che va dal rosa al viola intenso, dovuta alla presenza di greigite. Viene usato nella cucina indiana e del Bangladesh specialmente in insalate, frutta e chutney.

### Altri sali

#### Sale non igroscopico

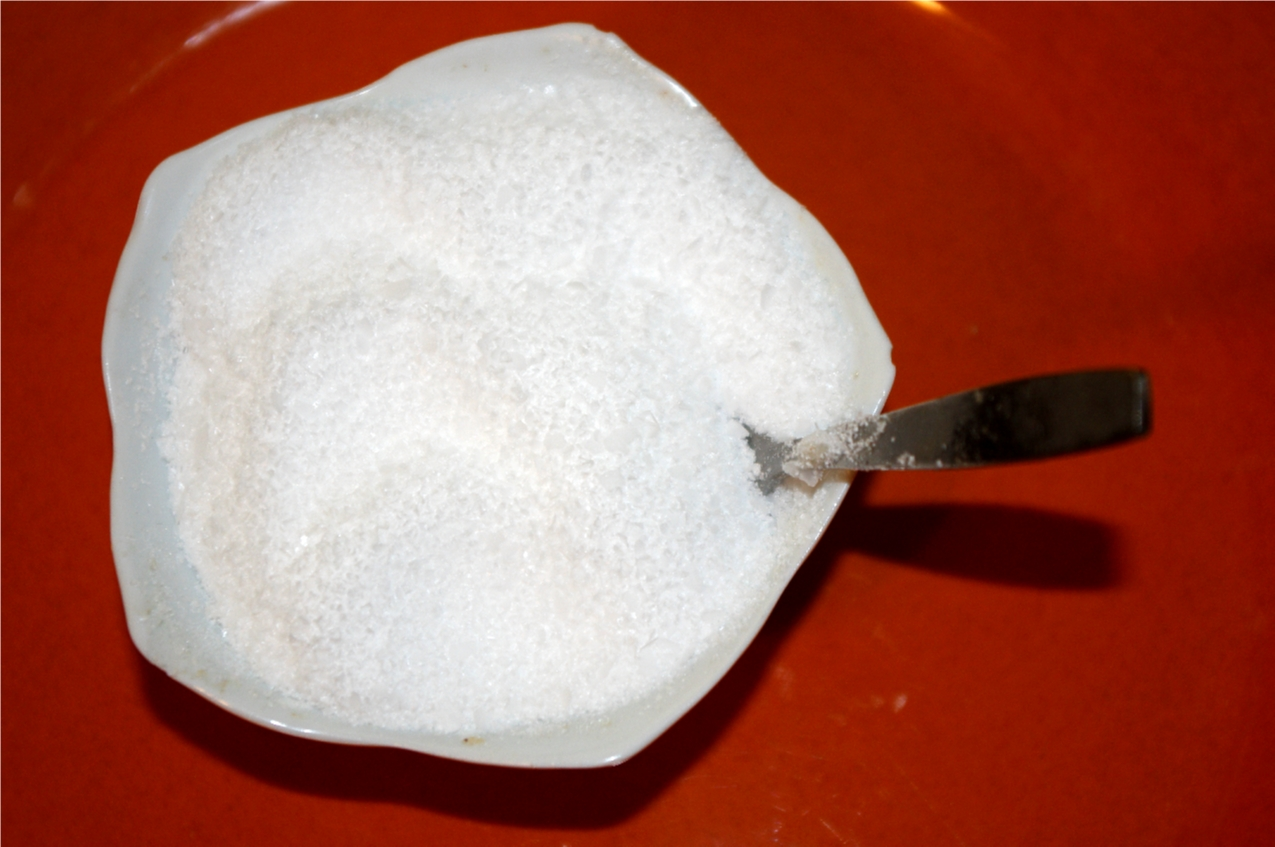
Sale kosher in una ciotola

È un sale molto fino ottenuto per ricristallizzazione, cui vengono aggiunti antiagglomeranti, come il ferrocianuro di potassio o il carbonato di magnesio. Il ferrocianuro non ha praticamente tossicità e inoltre è utilizzato in quantità di poche parti per miliardo.

#### Sale kosher
Non è differente dal sale comune, ma è chiamato così perché è utilizzato dalle comunità ebraiche allo scopo di "assorbire" il sangue contenuto nelle carni (per gli ebrei è vietato assumere il sangue) e trova impiego nella cucina mondiale come alternativa equivalente al sale grosso, con cui condivide anche la grossolanità dei cristalli.

#### Sale rosa australiano Murray River
Questo sale fluviale finissimo e croccante nasce in Australia dalla foce del fiume Murray, precisamente viene ottenuto dall'evaporazione di un suo bacino sotterraneo. Il colore rosa albicocca è dovuto alla presenza di carotene contenuti nelle alghe rosse del fiume.